# GU Водолея
GU Водолея (лат. GU Aquarii) — одиночная переменная звезда в созвездии Водолея на расстоянии (вычисленном из значения параллакса) приблизительно 19208 световых лет (около 5889 парсеков) от Солнца. Видимая звёздная величина звезды — от +15m до +13,4m.

## Характеристики
GU Водолея — жёлто-белая пульсирующая переменная звезда типа RR Лиры (RR) спектрального класса F. Эффективная температура — около 6180 К.